# أرماندو أوبيسبو
أرماندو أوبيسبو (بالهولندية: Armando Obispo)‏ (5 مارس 1999 بهولندا - ) هو لاعب كرة قدم هولندي في مركز الدفاع. لعب مع نادي آيندهوفن.

## وصلات خارجية
- أرماندو أوبيسبو على موقع الاتحاد الأوربي (الإنجليزية)
- أرماندو أوبيسبو على موقع إي إس بي إن إف سي (الإنجليزية)
- أرماندو أوبيسبو على موقع قاعدة بيانات كرة القدم.إي يو (الإنجليزية)
- أرماندو أوبيسبو على موقع ليكيب (الفرنسية)
- أرماندو أوبيسبو على موقع Soccerbase.com (لاعب) (الإنجليزية)
- أرماندو أوبيسبو على موقع Soccerway.com (الإنجليزية)
- أرماندو أوبيسبو على موقع عالم كرة القدم.نت (الإنجليزية)
- أرماندو أوبيسبو على موقع AS.com (الإسبانية)